# Верхнее Мячково

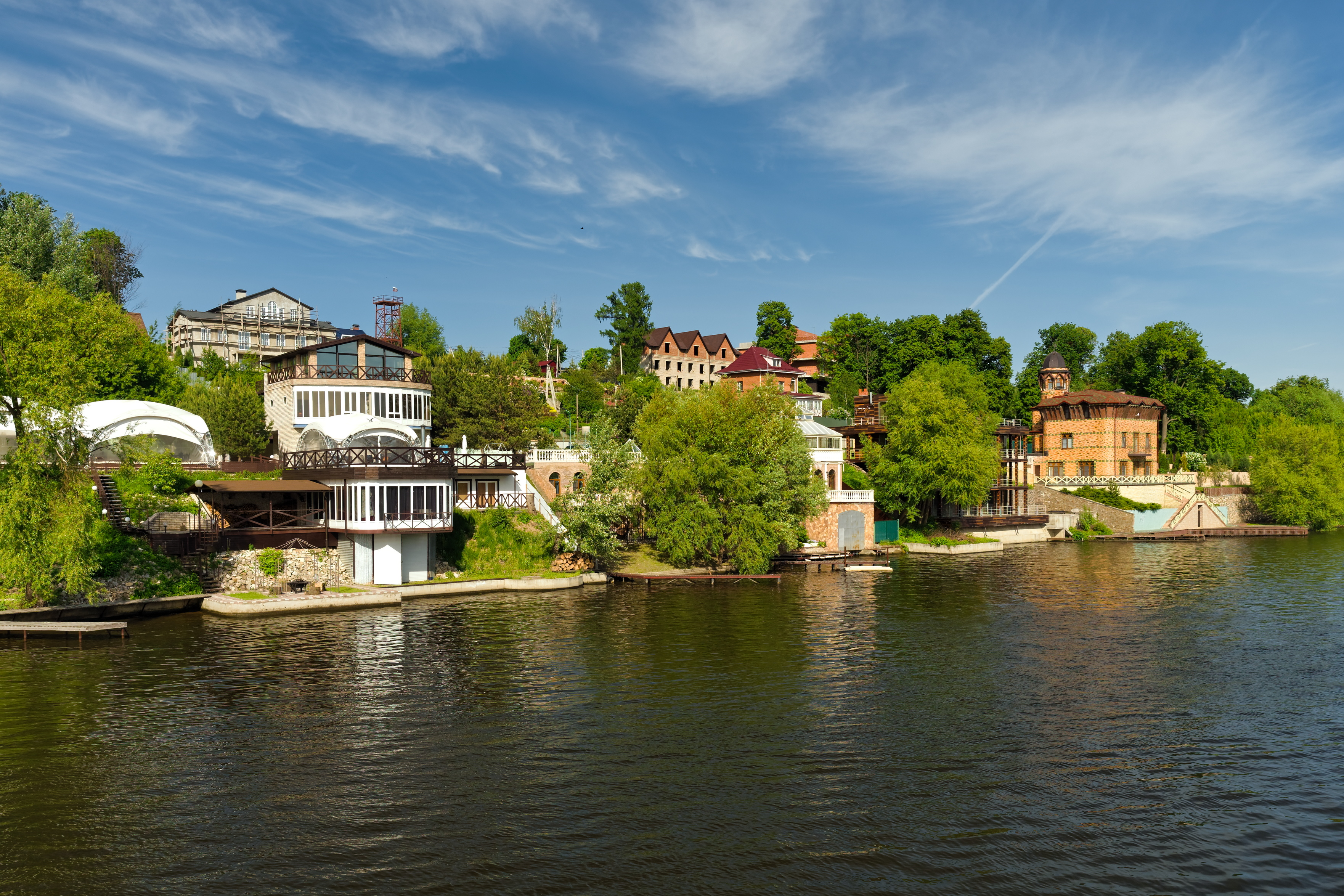
Коттеджный посёлок на берегу реки Москвы в Верхнем Мячково

Ве́рхнее Мя́чково — село в городском округе Люберцы Московской области, входило в состав сельского поселения Островецкое, расположено на левом берегу реки Москвы, напротив места впадения реки Пахры и деревни с парным названием Нижнее Мячково, в 16 км от Московской кольцевой автомобильной дороги и в 16 км от г. Раменское, в западном направлении от него. Рядом с селом проходит федеральная автомобильная трасса М5 «Урал» (Новорязанское шоссе) и аэродром Мячково.

## История
Село прославилось ещё в XIV веке своими каменоломнями, в которых добывали «белый камень» — известняк.
С 1 января 2025 года включено в состав городского округа Люберцы.

## Население
| 1926 | 2002 | 2010 |
| ---- | ---- | ---- |
| 1380 | ↘401 | ↗618 |

По состоянию на 2010 год в селе зарегистрированы 618 жителей (302 мужчины, 316 женщин).
Высота над уровнем моря 146 м.

## Уроженцы
- Чечулин, Алексей Михайлович (1902—?) — советский хозяйственный, государственный и политический деятель.

## Достопримечательность
В Верхнем Мячково находится Церковь Рождества Пресвятой Богородицы, сложенная из местного белого камня с трёхъярусной колокольней (1700 или 1764 или 1770 г.) — в годы советской власти не закрывалась. Трапезная с Никольским и Ильинским приделами была перестроена в 1847 году.

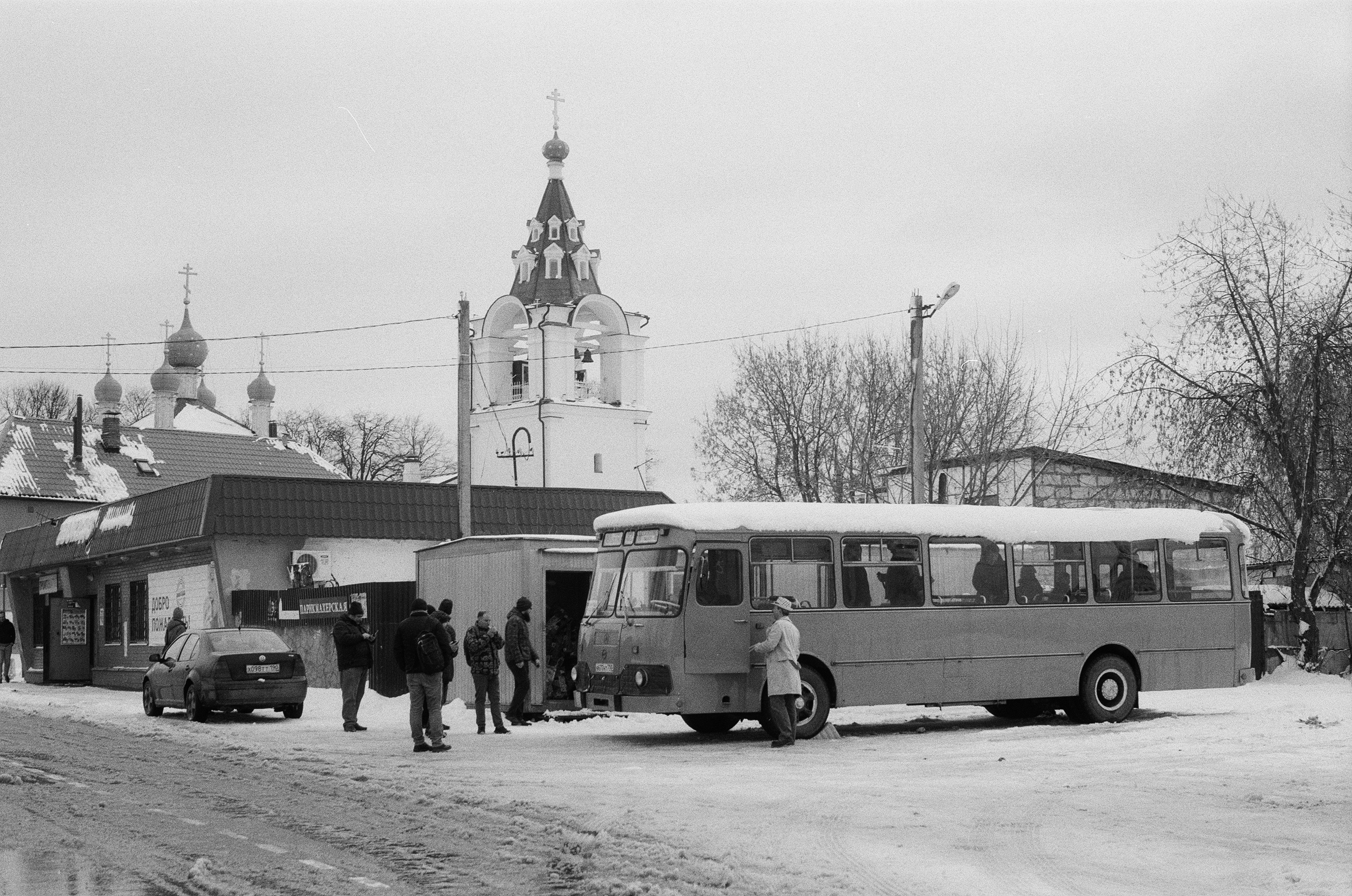
Верхнее Мячково, церковь (2022)

Рядом располагаются аэродром Мячково и автодром Мячково.